# Tryggvaflokkr
Tryggvaflokkr (el poema de Tryggvi) es un poema en nórdico antiguo sobre Tryggve el Pretendiente, un caudillo vikingo del siglo XI que se proclamó hijo y heredero del rey noruego Olaf Tryggvason e intentó conquistar Noruega en 1033. La obra se adjudica al escaldo Sigvatr Þórðarson, un poeta de la corte del rey danés Canuto el Grande. La única porción que ha sobrevivido del poema se encuentra referenciada en la obra Heimskringla de Snorri Sturluson:
Impaciente para la fama, adelante fue
desde el norte el rey Tryggve,
mientras Sven desde el sur se dirigió
navegando para unirse en la batalla
no lejos del lugar estaba yo.
Rápido levantaron sus estandartes
Rápido se enfrentaron las espadas
la espada inició la matanza.